# Campeonato Mundial de Piragüismo en Aguas Tranquilas de 1994
El XXVI Campeonato Mundial de Piragüismo en Aguas Tranquilas se celebró en Ciudad de México (México) en el año 1994 bajo la organización de la Federación Internacional de Piragüismo (ICF) y la Federación Mexicana de Piragüismo.
Las competiciones se realizaron en la Pista Olímpica Virgilio Uribe, ubicada al sudeste de la capital mexicana.

## Medallistas

### Masculino
| Evento    | Oro                                                                              | Plata                                                                           | Bronce                                                                                        |
| --------- | -------------------------------------------------------------------------------- | ------------------------------------------------------------------------------- | --------------------------------------------------------------------------------------------- |
| K1 200 m  | Serguei Kalesnik Bielorrusia                                                     | Vince Fehérvári · Hungría                                                       | Miguel García Fernández · España                                                              |
| K2 200 m  | Maciej Freimut · Adam Wysocki · Polonia                                          | Romică Șerban · Daniel Stoian · Rumania                                         | Kay Bluhm · Torsten Gutsche · Alemania                                                        |
| K4 200 m  | Anatoli Tishchenko · Oleg Gorobi · Serguei Verlin · Viktor Denisov · Rusia       | Florin Scoică · Sorin Petcu · Marian Popescu · Geza Magyar · Rumania            | Olexi Slivinski · Andri Petrov · Yuri Kichayev · Andri Borzukov · Ucrania                     |
| K1 500 m  | Zsombor Borhi · Hungría                                                          | Daniel Collins Australia                                                        | Knut Holmann · Noruega                                                                        |
| K2 500 m  | Kay Bluhm · Torsten Gutsche · Alemania                                           | András Rajna · Attila Adrovicz · Hungría                                        | Martin Hunter Clint Robinson Australia                                                        |
| K4 500 m  | Anatoli Tishchenko · Oleg Gorobi · Serguei Verlin · Viktor Denisov · Rusia       | Florin Scoică · Sorin Petcu · Marian Popescu · Geza Magyar · Rumania            | Gábor Horváth · Ferenc Csipes · Zoltán Antal · Róbert Hegedűs · Hungría                       |
| K1 1000 m | Clint Robinson Australia                                                         | Zsombor Borhi · Hungría                                                         | Knut Holmann · Noruega                                                                        |
| K2 1000 m | Jesper Staal Thor Nielsen Dinamarca                                              | Antonio Rossi · Daniele Scarpa · Italia                                         | István Beé · István Szijártó · Hungría                                                        |
| K4 1000 m | Anatoli Tishchenko · Oleg Gorobi · Serguei Verlin · Viktor Denisov · Rusia       | Piotr Markiewicz · Grzegorz Kotowicz · Adam Wysocki · Marek Witkowski · Polonia | Thomas Reineck · Detlef Hofmann · André Wohllebe · Mario von Appen · Alemania                 |
| C1 200 m  | Nikolai Bujalov Bulgaria                                                         | Ervin Hoffmann · Hungría                                                        | Mijail Slivinski · Ucrania                                                                    |
| C2 200 m  | Alexandr Maseikov Dmitri Dovgalionok Bielorrusia                                 | György Kolonics · Csaba Horváth · Hungría                                       | Olivier Boivin Sylvain Hoyer Francia                                                          |
| C4 200 m  | Pavel Konovalov · Andrei Kabanov · Serguei Chemerov · Alexandr Kostoglod · Rusia | György Kolonics · Csaba Horváth · Attila Szabó · Ervin Hoffmann · Hungría       | Petr Procházka · Tomáš Křivánek · Roman Dittrich · Waldemar Fibigr · República Checa          |
| C1 500 m  | Nikolai Bujalov Bulgaria                                                         | Imre Pulai · Hungría                                                            | Mijail Slivinski · Ucrania                                                                    |
| C2 500 m  | Gheorghe Andriev · Grigore Obreja · Rumania                                      | György Kolonics · Csaba Horváth · Hungría                                       | Blagovest Stoyanov Martin Marinov Bulgaria                                                    |
| C4 500 m  | Ervin Hoffmann · Attila Szabó · Gáspár Boldizsár · Ferenc Novák · Hungría        | Marcel Glăvan · Cosmin Pașca · Antonel Borșan · Florin Popescu · Rumania        | Slavomír Kňazovický · Peter Páleš · Csaba Orosz · Juraj Filip · Eslovaquia                    |
| C1 1000 m | Ivans Klementjevs · Polonia                                                      | Nikolai Bujalov Bulgaria                                                        | Victor Partnoi · Rumania                                                                      |
| C2 1000 m | Andreas Dittmer · Gunar Kirchbach · Alemania                                     | Gáspár Boldizsár · Ferenc Novák · Hungría                                       | Dariusz Koszykowski · Tomasz Goliasz · Polonia                                                |
| C4 1000 m | Imre Pulai · György Kolonics · Csaba Horváth · Tibor Takács · Hungría            | Marcel Glăvan · Cosmin Pașca · Antonel Borșan · Florin Popescu · Rumania        | Juan Martínez Santana · José Antonio Romero · José Ramón Ferrer · Benjamín Castañeda · México |

### Femenino
| Evento   | Oro                                                                        | Plata                                                                      | Bronce                                                                      |
| -------- | -------------------------------------------------------------------------- | -------------------------------------------------------------------------- | --------------------------------------------------------------------------- |
| K1 200 m | Rita Kőbán · Hungría                                                       | Anna Olsson · Suecia                                                       | Caroline Brunet · Canadá                                                    |
| K2 200 m | Rita Kőbán · Éva Laky · Hungría                                            | Birgit Schmidt · Daniela Gleue · Alemania                                  | Barbara Hajcel · Elżbieta Urbańczyk · Polonia                               |
| K4 200 m | Éva Dónusz · Szilvia Mednyánszky · Rita Kőbán · Éva Laky · Hungría         | Birgit Schmidt · Daniela Gleue · Anett Schuck · Ramona Portwich · Alemania | Caroline Brunet · Klara MacAskill · Alison Herst · Corrina Kennedy · Canadá |
| K1 500 m | Birgit Schmidt · Alemania                                                  | Rita Kőbán · Hungría                                                       | Josefa Idem · Italia                                                        |
| K2 500 m | Barbara Hajcel · Elżbieta Urbańczyk · Polonia                              | Kinga Czigány · Szilvia Mednyánszky · Hungría                              | Birgit Schmidt · Daniela Gleue · Alemania                                   |
| K4 500 m | Birgit Schmidt · Daniela Gleue · Anett Schuck · Ramona Portwich · Alemania | Éva Dónusz · Szilvia Mednyánszky · Rita Kőbán · Kinga Czigány · Hungría    | Anna Olsson · Susanne Rosenqvist · Maria Haglund · Ingela Ericsson · Suecia |

## Medallero
| Núm. | País            | Oro | Plata | Bronce | Total |
| ---- | --------------- | --- | ----- | ------ | ----- |
| 1    | Hungría         | 6   | 12    | 2      | 20    |
| 2    | Alemania        | 4   | 2     | 3      | 9     |
| 3    | Rusia           | 4   | 0     | 0      | 4     |
| 4    | Polonia         | 3   | 1     | 2      | 6     |
| 5    | Bulgaria        | 2   | 1     | 1      | 4     |
| 6    | Bielorrusia     | 2   | 0     | 0      | 2     |
| 7    | Rumania         | 1   | 5     | 1      | 7     |
| 8    | Australia       | 1   | 1     | 1      | 3     |
| 9    | Dinamarca       | 1   | 0     | 0      | 1     |
| 10   | Italia          | 0   | 1     | 1      | 2     |
| 10   | Suecia          | 0   | 1     | 1      | 2     |
| 12   | Ucrania         | 0   | 0     | 3      | 3     |
| 13   | Canadá          | 0   | 0     | 2      | 2     |
| 13   | Noruega         | 0   | 0     | 2      | 2     |
| 15   | Eslovaquia      | 0   | 0     | 1      | 1     |
| 15   | España          | 0   | 0     | 1      | 1     |
| 15   | Francia         | 0   | 0     | 1      | 1     |
| 15   | México          | 0   | 0     | 1      | 1     |
| 15   | República Checa | 0   | 0     | 1      | 1     |
|      | TOTAL           | 24  | 24    | 24     | 72    |